# Chloris gayana
Chloris gayana é uma espécie de planta com flor pertencente à família Poaceae. 
A autoridade científica da espécie é Kunth, tendo sido publicada em Révision des Graminées 1: 293, pl. 58. 1830.

## Portugal
Trata-se de uma espécie presente no território português, nomeadamente no Arquipélago da Madeira.
Em termos de naturalidade é introduzida na região atrás indicada.

## Protecção
Não se encontra protegida por legislação portuguesa ou da Comunidade Europeia.